# Krikor Bédros XV. Agagianian
Krikor Bédros XV. Agagianian  (18. září 1895 Achalciche – 16. května 1971 Řím; arménsky Գրիգոր Պետրոս ԺԵ. Աղաճանեան, gruzínsky კრიკორ ბედროს აგაჯანიანი) byl arménský katolický kněz arménského ritu původem ze současné Gruzie, patriarcha Arménského kilikijského patriarchátu (1937–1962) a prefekt Svaté Kongregace pro šíření víry (1960–1970). V roce 1946 byl kreován kardinálem a při konkláve v letech 1958 a 1963 patřil mezi papabile.

## Život

### Mládí a kněžství
Narodil se 18. září 1895 v Achalciche. Jeho jméno, které dostal při křtu, je Gazaros. Studoval v Semináři v Tbilisi a poté na Papežské univerzitě Urbaniana. Na kněze byl vysvěcen 23. prosince 1917. Byl členem a vice-rektorem Papežské arménské školy v Římě, členem Papežské univerzity Urbaniana, rektorem Papežské arménské školy. Stal se kaplanem Jeho svatosti a byl apoštolským visitorem Patriarchálního institutu Bzommar v Libanonu (1935).

### Biskup a kardinál
Dne 11. července 1935 byl zvolen titulárním biskupem Comana Armeniæ. Na biskupa byl vysvěcen 21. července 1935 z rukou Sergea Der Abrahamiana, spolusvětiteli byli Bartolomeo Cattaneo a Pietro Pisani. O dva roky později 30. listopadu 1937 byl ustanoven patriarchou Arménského kilikijského patriarchátu. Papež Pius XII. ho jmenoval kardinálem-knězem z S. Bartolomeo all’Isola (titulární kostel) dne 18. února 1946 a poté mu byl změněn titul na kardinála-biskupa z Albana (22. října 1970). Zemřel 16. května 1971 v Římě. Jeho tělo spočívá v arménském kostele S. Nicola da Tolentino v Římě.

## Proces blahořečení

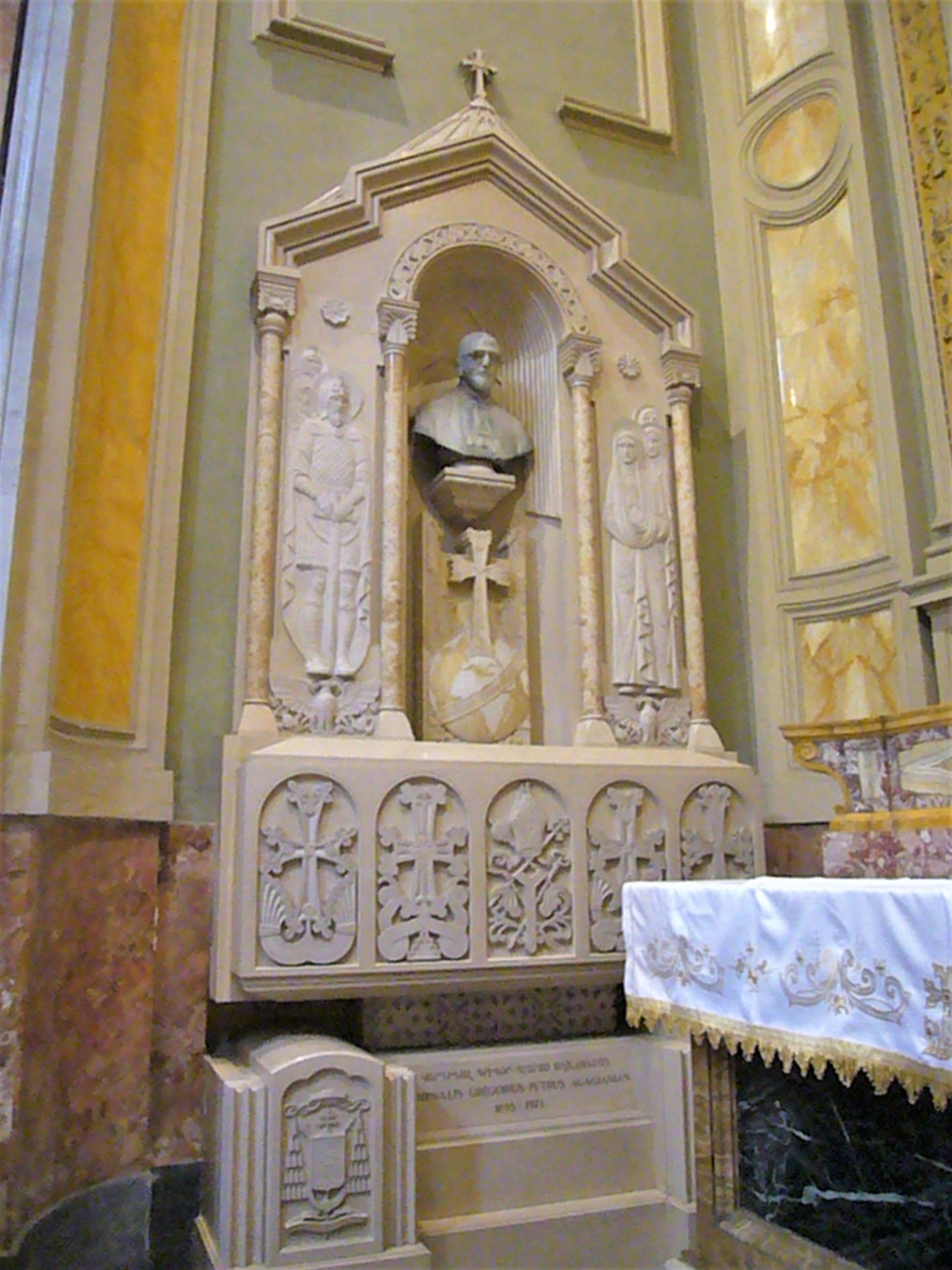
Jeho hrobka v kostele S. Nicola da Tolentino v Římě

Dne 28. října 2022 byl zahájen jeho beatifikační proces, čímž obdržel titul služebník Boží.